# Racek tmavý
Racek tmavý (Leucophaeus modestus) je středně velký jihoamerický druh racka, známý unikátní hnízdní biologií.

## Popis
Dospělí ptáci jsou celí tmavošedí, se světle šedou až bílou hlavou a bílým zadním okrajem křídla, ocas s černou páskou a bílým koncovým lemem. Nohy a zobák jsou černé. V prostém šatu mají i hlavu hnědou. Mladí ptáci se podobají dospělým ve svatebním šatu, jen jsou zbarvení více dohněda.

## Výskyt
Hnízdí v Jižní Americe v příbřežní poušti Atacama (provincie Antofagasta, severní Chile). V době mimo hnízdění se ptáci rozptylují na sever po Ekvádor (zatoulaní ptáci byli zjištěni až v Kolumbii), rozsah disperze jižním směrem není známý (minimálně po Valparaiso).

## Biologie
Hnízdní biologie racka tmavého je zcela unikátní. Ptáci hnízdí 35-100 km od pobřeží ve vnitrozemí nejsušší pouště na světě (Atacama). Ve dne dospělí ptáci „stojí“ nad vajíčky nebo mláďaty, aby je stínili před pronikavým sluncem. V noci pak létají lovit potravu na pobřeží Tichého oceánu. V této činnosti se obden střídají. Vajíčka jsou na drsné podmínky adaptovaná odlišnou strukturou skořápky, která o dvě třetiny redukuje vypařování vody z nich. Poprvé nechávají rodiče mláďata samotná ve věku šesti dnů, kdy už jsou schopná plné termoregulace. Ptáci loví dvojím způsobem: jednak sbírají z hladiny moře ryby a korýše, jednak loví na pobřeží poustevníčky rodu Eremita.